# Dorothy Sunrise Lorentino
Dorothy Sunrise Lorentino nata Dorothy Tabbyyetchy (7 maggio 1909 – 4 agosto 2005) è stata un'insegnante nativa americana proveniente dall'Oklahoma, la prima dei nativi americani ad essere inserita nella National Teachers Hall of Fame nel 1997. Il padre ha vinto una causa giudiziale importante contro il distretto scolastico Cache Consolidated School della Contea di Comanche, Oklahoma perché i bambini nativi americani avessero diritto di frequentare le scuole pubbliche invece delle scuole governative stabilite dall'Ufficio degli Indian Affairs Schools..

## Primi anni di vita
È nata il 7 maggio 1909 nella riserva comanche da Esther (nata Parker) e William Tabbyyetchy (Charlie Sunrise). Da parte materna i suoi nonni erano Ah-Uh-Wuth-Takum e Quanah Parker. Dorothy ha iniziato la sua formazione presso la scuola indiana di Fort Sill e ha frequentato la Post Oak Mission Sunday School. Nel 1915, a causa della distanza necessaria per i suoi figli a frequentare le scuole per soli indiani, il padre di Dorothy l'iscrive alla scuole pubbliche di Cache vicino a Lawton, Oklahoma. Era l'unica figlia di nativi americani in tutta la scuola e vi rimase pochi giorni prima che la scuola la cacciasse con la motivazione che poteva portare malattie agli altri studenti. I genitori hanno presentato una denuncia contro la scuola e nel 1918 ha vinto una sentenza che ha ordinato alla scuola di ammettere i figli nativi americani. La sentenza è stata inserita nella legge sulla cittadinanza indiana (1924).
Finalmente accettata nella scuola, Sunrise dovette imparare l'inglese, parlava solo a Comanche, e si appoggiò alla madre perché l'aiutasse. La madre morì prima del 1920, suo padre allevò lei e i suoi quattro fratelli con l'aiuto di parenti, tra cui la nonna paterna To-Che-Yah. Sua sorella Winona diventò a sua volta insegnante e suo fratello Morris Tabbyyetchy (Sunrise) sarebbe diventato uno dei comanche code warrior della seconda guerra mondiale. Dopo aver finito la sua formazione primaria, Dorothy si è laureata presso la Scuola agricola indiana di Chilocco nel 1931. Ha conseguito la laurea presso il Bacone College nel 1933. Ha insegnato lì per un anno prima di trasferirsi all'istituto universitario degli Stati del nordest, dove ha conseguito la laurea specialistica come insegnante. Il 19 ottobre 1936, Sunrise sposò William Wilson Lorentino.

## Carriera
Subito dopo la laurea, Lorentino cominciò a lavorare nel 1938 presso la Phoenix Indian School di Phoenix. Scelse di insegnare agli studenti la cui prima lingua non era l'inglese e quelli con disabilità, continuando a guadagnare credenziali come insegnante di sostegno. Insegnò per oltre quarant'anni. Dopo aver lavorato per quasi un decennio nelle riserve dell'Arizona e del Nuovo Messico, ad esempio presso la scuola indiana Tohono O'odham vicino Tucson e la Tohatchi Boarding School presso la Navajo Reservation, Lorentino si trasferisce in Oregon e si iscrive ad un programma di master per l'istruzione speciale dell'Università di Oregon. Nel 1947, Lorentino insegnò nel sistema educativo Tillamook prima di trasferirsi alla Scuola Centrale di Albanam di Oregon nel 1952. Successivamente lavorò nelle scuole di Salem, Oregon, insegnando alla scuola Broadacres e alla Scuola Nord Santiam.
Dopo trent'anni di insegnamento, Lorentino si ritirò nel 1972 e l'anno successivo fu insignita di un riconoscimento per il servizio reso dall'associazione di istruzione Tillamook. È tornata a Lawton, in Oklahoma e ha continuato a lavorare come insegnante supplente negli anni '70, oltre a insegnare ai membri tribali la lingua e le canzoni di Comanche. Nel 1995 Lorentino ricevette l'onorificenza alla carriera dall'Associazione Nazionale di Istruzione Indiana. L'anno successivo la Cach High School inaugura un premio annuale, il Premio Dorothy Sunrise Lorentino, per lo studente indiano americano che meglio esemplifica i principi di Lorentino. Nel 1997, è stata il primo nativo americano (il maschile è usato per indicare che è stata la prima persona, a prescindere il sesso ad aver ottenuto l'onorificenza) e la prima Oklahoman ad essere inserita nella National Teachers Hall of Fame.

## Morte ed eredità
Dorothy Sunrise Lorentino morì il 4 agosto 2005 nella sua casa di Fort Smith, Arkansas e fu sepolta al Post Oak Cemetery in Indiahoma, Oklahoma. La sentenza vinta in suo nome, Dorothy Alba vs Distretto Consiglio di Cache Consolidated School Distretto n ° 1, è stato un caso esemplare, che ha rovesciato la precedente politica secondo cui i bambini indigeni dovevano frequentare le scuole fornite dal Bureau of affari indiani e anticipando sia Alice Piper v. Pine Distretto scolastico del 1924, che ha permesso agli studenti nativi americani in California di frequentare la scuola pubblica, sia Brown contro Board of Education del 1954, che ha deciso che la scolarizzazione separata basata sulla razza era incostituzionale. Nel 1924, la sentenza di giudizio è stata incorporata nella legge sulla cittadinanza indiana, che ha garantito l'accesso alla scuola pubblica a tutti i bambini nativi americani.